# 金色無鬚魮
金色無鬚魮（学名：Puntius gelius）為輻鰭魚綱鯉形目鯉科的其中一個種。

## 分布
本魚分布於印度、巴基斯坦、孟加拉的溪流中。已廣泛被引入世界各地。

## 特徵
本魚體型小巧，體色為金黃帶棕色，體軀上有黑色的不規則的小斑紋。高突的背部和側深的腹部形成圓形，至尾柄處逐漸變得細長，腹部為銀白色。魚鰭挺立，通常為透明，尾鰭為深叉狀。體長可達5.1公分。

## 生態
本魚棲息在泥底質的靜止水域，屬雜食性，以藻類、甲殼類、昆蟲等為食，喜成群活動。

## 經濟利用
為觀賞性魚類，能夠在較低水溫下生活，是初養者或混養魚缸中最理想的選擇。